# Paul Hagemann (Jurist)

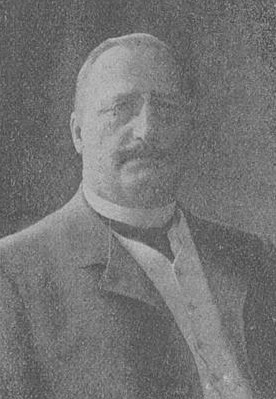
Paul Hagemann, um 1928

Johannes Nicolaus Hermann Paul Hagemann (* 15. Februar 1852 in Burg; † 10. Februar 1912 in Erfurt) war Jurist und Mitglied des Deutschen Reichstags. 

## Leben
Hagemann besuchte das Gymnasium zu Burg und studierte zu Leipzig, Heidelberg, Berlin Rechts- und Staatswissenschaften. 1877 wurde er Referendar, 1882 Assessor (Burg, Hildesheim, Northeim), 1886 Amtsrichter in Moringen, 1890 Staatsanwalt in Torgau, 1895 Staatsanwalt in Magdeburg, 1898 Staatsanwaltschaftsrat und 1902 Landgerichtsrat in Erfurt. 1872–73 war er Einjährig-Freiwilliger im Garde-Füsilier-Regiment und 1897 nahm er seinen Abschied als Oberleutnant im Garde-Füsilier-Landwehr-Regiment. Er war Inhaber der Landwehrdienstauszeichnung und des Roten Adlerordens IV. Klasse.
Von 1903 bis 1912 war er Mitglied des Deutschen Reichstags für den Wahlkreis Regierungsbezirk Erfurt 4 Erfurt, Schleusingen, Ziegenrück und die Nationalliberale Partei.